# George Leveson-Gower, III conte Granville
George Leveson-Gower, III conte Granville (4 marzo 1872 – 21 luglio 1939), è stato un diplomatico inglese.

## Biografia
Era il figlio di George Leveson-Gower, II conte di Granville, e della sua seconda moglie Castila Rosalind Campbell. Studiò a Eton.

## Carriera
Succedette al padre nel 1891. Entrò nella diplomazia nel 1893 come addetto a Berlino, dopodiché fu a Il Cairo nel 1897, a Vienna nel 1898, L'Aia nel 1900, di nuovo a Berlino nel 1904, a Bruxelles nel 1908, Berlino nel 1911, Parigi nel 1913, Salonicco nel 1916 (al governo di Difesa nazionale), Atene in 1917, Copenaghen nel 1917, L'Aia nel 1926 e ambasciatore in Belgio (1928-33).
Ha ricoperto la carica di Lord-in-waiting per la regina Vittoria nel 1895, per il re Edoardo VII (1905-10) e per il re Giorgio V (1910-15).
È stato nominato membro del Ordine reale vittoriano nel 1904 e dell'Ordine di San Michele e San Giorgio nel 1924.

## Matrimonio
Sposò, il 27 settembre 1900, Nina Ayesha Baring, figlia di Walter Baring e di Ellen Guarracino. Non ebbero figli.

## Morte
Morì il 21 luglio 1939, a 67 anni. Gli succedette suo fratello, William.

## Ascendenza
|                                             |               |                                         | Genitori                                            |  |  | Nonni |  |  | Bisnonni                                        |  |  | Trisnonni                         |  |
|                                             |               |                                         |                                                     |  |  |       |  |  | Granville Leveson-Gower, I marchese di Stafford |  |  | John Leveson-Gower, I conte Gower |  |
|                                             |               |                                         |                                                     |  |  |       |  |  | Granville Leveson-Gower, I marchese di Stafford |  |  | John Leveson-Gower, I conte Gower |  |
|                                             |               | lady Evelyn Pierrepont                  |                                                     |  |  |       |  |  | Granville Leveson-Gower, I marchese di Stafford |  |  |                                   |  |
| Granville Leveson-Gower, I conte Granville  |               |                                         |                                                     |  |  |       |  |  | Granville Leveson-Gower, I marchese di Stafford |  |  |                                   |  |
|                                             |               | lady Susannah Stewart                   | Alexander Stewart, VI conte di Galloway             |  |  |       |  |  |                                                 |  |  |                                   |  |
|                                             |               | lady Susannah Stewart                   | Alexander Stewart, VI conte di Galloway             |  |  |       |  |  |                                                 |  |  |                                   |  |
|                                             |               | lady Susannah Stewart                   | lady Catherine Cochrane                             |  |  |       |  |  |                                                 |  |  |                                   |  |
| George Leveson-Gower, II conte di Granville |               | lady Susannah Stewart                   |                                                     |  |  |       |  |  |                                                 |  |  |                                   |  |
|                                             |               | William Cavendish, V duca di Devonshire | William Cavendish, IV duca di Devonshire            |  |  |       |  |  |                                                 |  |  |                                   |  |
|                                             |               | William Cavendish, V duca di Devonshire | William Cavendish, IV duca di Devonshire            |  |  |       |  |  |                                                 |  |  |                                   |  |
|                                             |               | William Cavendish, V duca di Devonshire | Charlotte Elizabeth Boyle, marchesa di Hartington   |  |  |       |  |  |                                                 |  |  |                                   |  |
| lady Harriet Cavendish                      |               | William Cavendish, V duca di Devonshire |                                                     |  |  |       |  |  |                                                 |  |  |                                   |  |
|                                             |               | lady Georgiana Spencer                  | John Spencer, I conte Spencer                       |  |  |       |  |  |                                                 |  |  |                                   |  |
|                                             |               | lady Georgiana Spencer                  | John Spencer, I conte Spencer                       |  |  |       |  |  |                                                 |  |  |                                   |  |
|                                             |               | lady Georgiana Spencer                  | Margaret Poyntz                                     |  |  |       |  |  |                                                 |  |  |                                   |  |
| George Leveson-Gower, III conte Granville   |               | lady Georgiana Spencer                  |                                                     |  |  |       |  |  |                                                 |  |  |                                   |  |
|                                             | John Campbell | Walter Campbell                         |                                                     |  |  |       |  |  |                                                 |  |  |                                   |  |
|                                             | John Campbell | Walter Campbell                         |                                                     |  |  |       |  |  |                                                 |  |  |                                   |  |
|                                             | John Campbell | Eleonora Ker                            |                                                     |  |  |       |  |  |                                                 |  |  |                                   |  |
| Walter Frederick Campbell                   | John Campbell |                                         |                                                     |  |  |       |  |  |                                                 |  |  |                                   |  |
|                                             |               | lady Charlotte Campbell                 | John Campbell, V duca di Argyll                     |  |  |       |  |  |                                                 |  |  |                                   |  |
|                                             |               | lady Charlotte Campbell                 | John Campbell, V duca di Argyll                     |  |  |       |  |  |                                                 |  |  |                                   |  |
|                                             |               | lady Charlotte Campbell                 | Elizabeth Gunning, I baronessa Hamilton di Hameldon |  |  |       |  |  |                                                 |  |  |                                   |  |
| Castalia Rosalinde Campbell                 |               | lady Charlotte Campbell                 |                                                     |  |  |       |  |  |                                                 |  |  |                                   |  |
|                                             |               | Stephen Thomas Cole                     | Thomas Rea Cole                                     |  |  |       |  |  |                                                 |  |  |                                   |  |
|                                             |               | Stephen Thomas Cole                     | Thomas Rea Cole                                     |  |  |       |  |  |                                                 |  |  |                                   |  |
|                                             |               | Stephen Thomas Cole                     | Isabella Ibbetson                                   |  |  |       |  |  |                                                 |  |  |                                   |  |
| Catharine Isabella Cole                     |               | Stephen Thomas Cole                     |                                                     |  |  |       |  |  |                                                 |  |  |                                   |  |
|                                             |               | lady Elizabeth Smith-Stanley            | Edward Smith-Stanley, XII conte di Derby            |  |  |       |  |  |                                                 |  |  |                                   |  |
|                                             |               | lady Elizabeth Smith-Stanley            | Edward Smith-Stanley, XII conte di Derby            |  |  |       |  |  |                                                 |  |  |                                   |  |
|                                             |               | lady Elizabeth Smith-Stanley            | lady Elizabeth Douglas-Hamilton                     |  |  |       |  |  |                                                 |  |  |                                   |  |
|                                             |               | lady Elizabeth Smith-Stanley            |                                                     |  |  |       |  |  |                                                 |  |  |                                   |  |